# Mertensophryne
Mertensophryne és un gènere d'amfibis de la família dels bufònids que conté 14 espècies que es troben a l'àrea compresa entre la República del Congo i Kenya, Tanzània, Malawi, Zimbàbue i Moçambic.

## Taxonomia
| Nom comú | Nom binomial                                        |
| -------- | --------------------------------------------------- |
|          | Mertensophryne anotis (Boulenger, 1907)             |
|          | Mertensophryne howelli (Poynton i Clarke, 1999)     |
|          | Mertensophryne lindneri (Mertens, 1955)             |
|          | Mertensophryne lonnbergi (Andersson, 1911)          |
|          | Mertensophryne loveridgei (Poynton, 1991)           |
|          | Mertensophryne melanopleura (Schmidt i Inger, 1959) |
|          | Mertensophryne micranotis (Loveridge, 1925)         |
|          | Mertensophryne mocquardi (Angel, 1924)              |
|          | Mertensophryne nairobiensis (Loveridge, 1932)       |
|          | Mertensophryne nyikae (Loveridge, 1953)             |
|          | Mertensophryne schmidti (Grandison, 1972)           |
|          | Mertensophryne taitana (Peters, 1878)               |
|          | Mertensophryne usambarae (Poynton i Clarke, 1999)   |
|          | Mertensophryne uzunguensis (Loveridge, 1932)        |